# 洞 (1998年電影)
《洞》是台灣導演蔡明亮於1998年出品的劇情片。本片入選第51屆坎城影展正式競賽單元，最終獲得會外獎費比西獎。

## 製作
《洞》是為法國高矮製片公司發起的2000年見聞委託製作的系列影片，旨在製作從十個不同國家的角度描繪即將到來的千禧年的電影。

## 反響
《綜藝》將這部電影描述為一部“陰森、潮濕、幽閉的情緒電影”。
《洞》入選第51屆坎城影展正式競賽單元，角逐金棕櫚獎 ，本片因“大膽結合了寫實主義和末世視角、絕望和歡樂、樸素和魅力”而獲得費比西獎。

## 榮譽
- 坎城影展費比西國際影評人獎
- 芝加哥國際影展金雨果獎
- 新加坡國際影展最佳亞洲導演獎、最佳亞洲影片獎